# Contentieux sur les rochers Liancourt

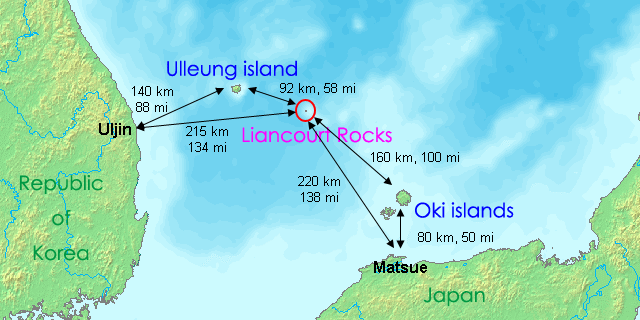
Localisation des rochers Liancourt disputés.

Le contentieux sur les rochers Liancourt est un litige frontalier entre la Corée du Sud et le Japon. Les deux pays,,, revendiquent la souveraineté sur les rochers Liancourt, un groupe de petits îlots situés dans la mer du Japon qui est appelée respectivement « Dokdo » et « Takeshima ». La Corée du Nord revendique également la souveraineté des îles. Les rochers Liancourt sont administrés depuis 1954 par la Corée du Sud.
En 1951, selon l'article 2 du traité de San Francisco signé avec le Japon, ce dernier reconnaît et renonce à tous les droits, titres et revendications sur la Corée. Cette renonciation inclut Quelpart (Jeju-do), l'île Dagelet (Ulleungdo) et Port Hamilton (Geomundo). La Corée demande à plusieurs reprises aux États-Unis que les rochers Liancourt soient inclus dans les territoires que le Japon doit céder mais les États-Unis considèrent les rochers Liancourt comme une partie du territoire japonais et rejettent la revendication sud-coréenne : « En ce qui concerne l'île de Dokdo, aussi connue sous le nom de Takeshima ou rochers Liancourt, cette formation rocheuse généralement inhabitée n'a selon nos informations jamais été administrée par la Corée et, depuis 1905, est sous la juridiction des îles Oki de la préfecture de Shimane du Japon. L'île apparaît n'avoir jamais été réclamée par la Corée », confirmé le 10 août 1951 par le sous-secrétaire d'État des États-Unis Dean Rusk (voir Documents Rusk).

Malgré ces échanges officiels entre les États-Unis et la Corée du Sud, cette dernière prétend que le Traité de paix n'exclue pas Dokdo comme territoire coréenne.

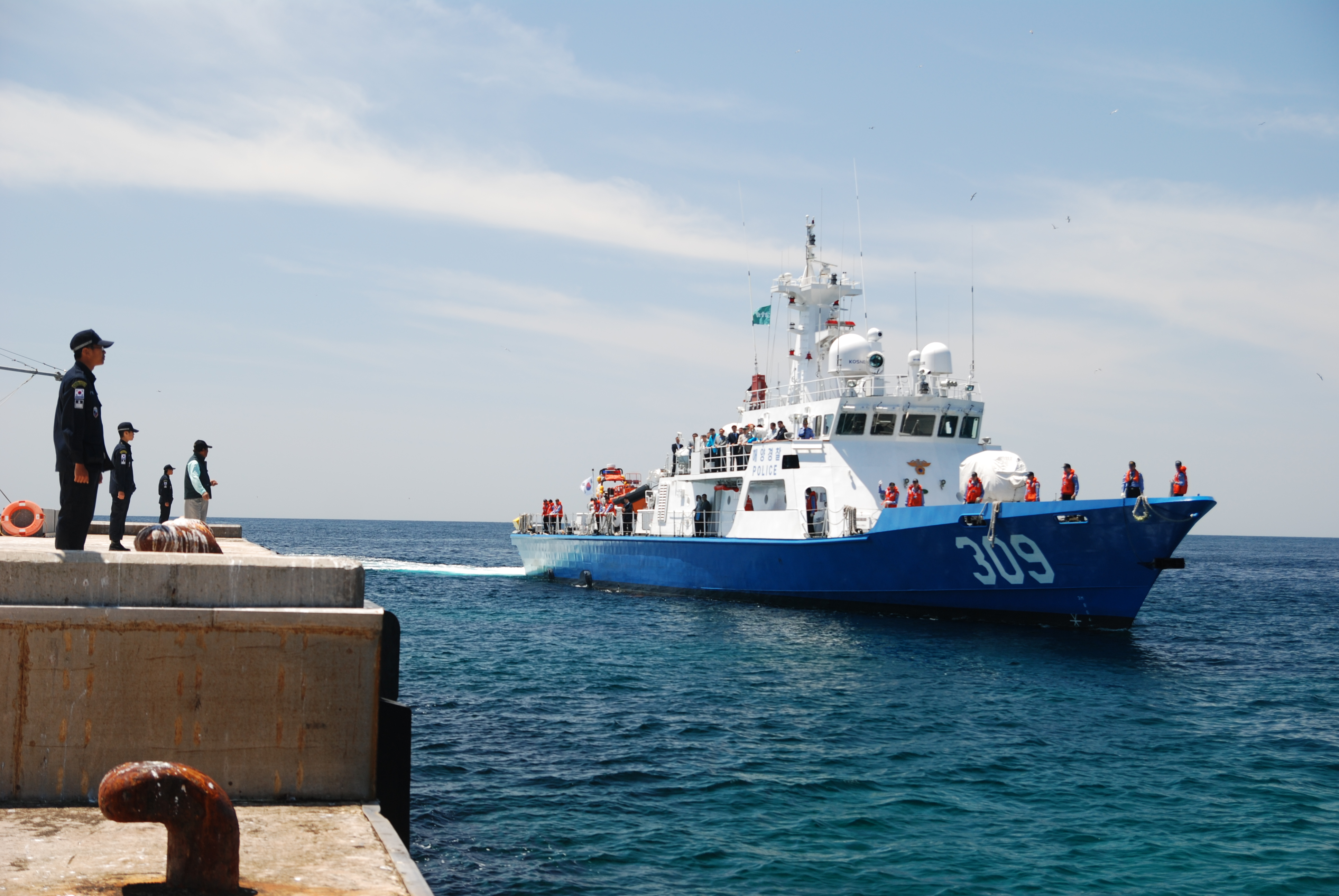
La garde côtière de Corée du Sud aux rochers Liancourt en 2009.

Peu avant la fin de la guerre de Corée, le président sud-coréen Syngman Rhee proclame le 18 janvier 1952 la souveraineté de son pays sur une partie de la mer du Japon comprenant les Rochers : la ligne Syngman Rhee. Cette ligne fut tracée unilatéralement par la Corée du Sud et en complète violation du droit international. En 1954, la Corée du Sud prend de manière unilatérale le contrôle des îles en y installant un contingent permanent de garde-côtes. En 1954, le Japon propose de porter l'affaire devant la Cour internationale de justice, ce que la Corée du Sud rejette, affirmant que les rochers Liancourt sont irrémédiablement des territoires sud-coréens, et ne peuvent donc pas être traités par des négociations diplomatiques ou un règlement judiciaire entre la Corée du Sud et le Japon.
Le différend sur les rochers existant toujours entre les deux pays, le Japon a renouvelé la proposition de le renvoyer devant la Cour internationale de justice en 1962, puis en 2012, mais cette démarche n'a toujours pas été acceptée par la Corée du Sud.
Il existe des interprétations contradictoires sur la réalité historique de la souveraineté des îlots. Les revendications coréennes sont en partie basées sur des références à une île coréenne appelée Usan-do dans divers documents historiques, cartes et encyclopédies tels que le Samguk sagi, les Annales de la dynastie Joseon, le Dongguk Yeoji Seungnam, et le Dongguk munheon bigo. Selon le point de vue coréen, celle-ci désigne les rochers Liancourt d'aujourd'hui, alors que les chercheurs japonais ayant étudié ces mêmes documents déclarent que les différentes références à Usan-do se réfèrent à différentes époques à l'îlot Jukdo voisin d'Ulleungdo, ou à une île inexistante située entre Ulleungdo et la Corée.
Les chercheurs ne s'entendent pas sur les premiers contrôles administratifs des îlots en raison d'ambiguïtés dans les premières chroniques historiques et les cartes, en partie à cause des changements de nom des îles dans la région au cours des siècles.

## Période des Trois royaumes (IVe–VIIesiècles)
Le Samguk Sagi (« Histoire des Trois royaumes », 1145) indique qu'en 512, 13e année du règne du roi Jijeung (en) de Silla, l'un des Trois Royaumes de Corée, le général Kim Isabu conquis l'État insulaire d'Usan, qui doit dès lors payer un tribut annuel à la cour de Silla. Le Samguk Sagi mentionne qu'Usan était un royaume indépendant basé sur l'île d'Ulleungdo,. L'île d'Ulleung était appelée soit par le nom du pays (Usan-guk) ou par le nom de l'île (Ulleung-do).

« 智證麻立干 /
十三年夏六月,于山國帰服,歳以士宜為貢于山國,在溟州正東海島,或名欝陵島,地方一百里,恃嶮不服,伊異斯夫,為何瑟羅州軍主,謂于山人愚悍難以威来,可以計服,乃多造木偶師子,分載戦船,抵其国海岸誑告白,汝若不服,則放此猛獣,踏殺之,國人恐懼則降. »

« Roi Jijeung (de Silla) /
La treizième année (l'an 512), en juin de l'été, le pays d'Usan (Usan-guk) est devenu tributaire. Ils nous rendent hommage avec leurs produits locaux. Usan-guk se situe sur une île à l'est de la province de Myeongju (Gangwon actuel), autrement appelée l'île d'Ulleung (Ulleungdo). (...) »

## Période Joseon (1392-1897) et Edo (1603-1867)
Le Taejong-Sillok (태종실록, « Annales du roi Taejong ») indique :
L'inspecteur Kim Inu est retourné d'Usan-do, en ramenant des produits locaux en tribut, comme du bambou, des peaux de phoque, des tissus de ramie bruts, de la laine de soie et du gingembre. Kim ramène trois indigènes d'Usan-do. Il signale qu'il y avait quinze foyers vivant sur l'île, ce qui correspond à 86 habitants. En rentrant de l'île, Kim Inu traverse deux typhons, atteignant vivant le continent avec peine.
Le gouvernement coréen affirme qu'Usan-do désigne les rochers Liancourt, bien qu'il soit impossible de vivre sur ces rochers sans aide extérieure. Une distinction à noter est que « Usanguk » se réfère à un état basé sur Ullengdo, alors qu'Usan-do se réfère à une île. Les chercheurs japonais affirment qu'Usan-do ici ne désigne pas aux rochers Liancourt car les bambous ne se produisent pas aux rochers Liancourt et 86 personnes ne peuvent pas y habiter.
Trois jours après le 8 février 1417, le gouvernement du continent a décidé de faire évacuer de force l'Ulleungdo, pour assurer la collecte de la contribution par les habitants de l'île. Du début du xve siècle à la fin des invasions japonaises de la Corée (1592–1598), la cour Joseon était incapable, et ne désirait pas, maintenir une population civile sur Ulleungdo et a continué la « politique des îles vacantes »[réf. nécessaire]. Ainsi, Ulleungdo n'était, que de temps en temps, habitée par des clandestins jusqu'au XVIIe siècle. Après ces invasions japonaises, l'île d'Ulleungdo a été complètement vidée de leurs habitants.
Le Sejong-Sillok (세종실록, « Chronique du roi Sejong », 1432) mentionne Usan-do,, mais l'interprétation du contexte est contestée. Le texte est interprété comme suit : « Deux îles, Osan (於山) et Bureung (武陵), sont situées dans la mer de l'Est. Les deux îles ne sont pas loin l'une de l'autre, et le jour calme et ensoleillé, elles sont visibles d'un côté comme de l'autre. Durant la période Silla, elles s'appelaient Usan-guk (pays d'Usan), d'autres l'appelaient Ulleungdo (île Ulleung) ». La Corée du Sud insiste sur le fait que cela constitue une preuve évidente qu'Usan-do se réfère aux rochers Liancourt, les seules îles visibles uniquement depuis Ulleungdo en temps clair. 
Le Dong'guk yeoji seungnam (동국여지승람, « Enquête sur la géographie augmentée de la nation de l'Est (Corée) », 1481) et sa révision Sinjeung dongguk yeoji seungnam (新增東國輿地勝覽, « Nouvelle édition de la recherche élargie de la géographie de Corée », 1530) mentionnent que « les arbres et la plage » peuvent être clairement vus par beau temps.
« Usando, Ulleungdo. Quelques-uns l'appellent Bureung (武陵), d'autres l'appellent Ureung (羽陵) ; les deux îles se trouvent dans la Mer de l'Est. Trois sommets droits supportent le ciel, celui qui est au sud est bas. Le jour calme et ensoleillé, les cimes des arbres sur les sommets des montagnes, les plages au pied de montagnes sont clairement visibles. Avec le vent convenable, accessible en deux jours. Certains affirment qu’Usan et Ulleung sont en réalité une seule et même île. Sa superficie est de 100 li. »

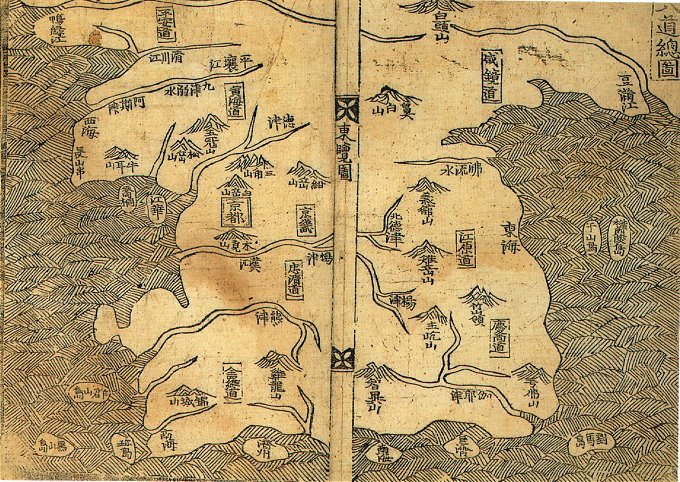
La Corée avec à l'est Usando et Ulleungdo (Paldochongdo 八道総図, Carte globale de huit provinces, annexée à Sinjeung dongguk yeoji seungnam 新增東國輿地勝覽, 1530, Corée).

Les cimes des arbres et la plage ne sont pas visibles entre Ulleungdo et les rochers Liancourt même les jours ensoleillés. L'auteur du document insinue qu'il n'y a pas deux îles en réalité mais une seule île (« Certains affirment qu'Usan et Ulleung sont à l'origine une seule et même île »). Effectivement, il n'y a que la description de l'île d'Ulleung (les « arbres », « trois sommets »...).
La révision de ce livre en 1531 comprend la carte Paldo Chongdo (« Carte des huit provinces ») qui montre les deux îles séparées d'Usan-do et d'Ulleung-do au milieu de la mer du Japon. Usan-do est placé à l'ouest d'Ulleungdo, ce qui est clairement une erreur puisqu'il n'y a pas d'île à l'ouest d'Ulleungdo.
Les Annales de la dynastie Joseon (14 août 1695, 朝鮮王朝実録粛宗20年8月14日 ) parlent également de la visibilité des arbres de l'autre côté. « Les arbres aux sommets d'Ulleungdo sont clairement visibles depuis la terre, les montagnes et les rivières se tordent et se retournent, et la topographie est plate, les habitants laissant des traces de leur passé. Beaucoup de choses peuvent être cultivées sur cette terre. Tout ceci est clair ; c'est écrit dans le « Yeoji seungram » de notre pays (Corée) et transmis de génération en génération. »
La Corée du Sud se réfère également à l'Ulleung-Do Sajuk (울릉도 사적, 蔚陵島事蹟). Cette chronique est compilée par l'officier du gouvernement coréen Jang Han-sang (장 한상; 張漢相) en 1696 après l'incident An Yong-bok sous les ordres du royaume de Joseon. En cela, il déclare que, depuis Ulleungdo, « peut être vu à l'ouest les robustes monts Daegwallyeong (大關嶺) ; En regardant vers la mer à l'est, j'ai vu vagement une petite île dans la direction jin (辰) (est-sud-est), pas plus d'un tiers de la taille d'Ulleung et à pas plus de 300 li (environ 100 km) de distance ». En outre, Jang déclare également dans une partie suivante de la chronique : « Je suis monté au sommet de l'île pour voir les limites du Japon, mais aucune île japonaise ne pouvait être vue et je ne peux donc pas approfondir la distance jusqu'à la frontière »[réf. nécessaire]. Cette preuve est utilisée par des experts sud-coréens pour démontrer que les Coréens de l'époque considéraient cette île au sud-est comme sous contrôle coréen.
Dans ce rapport de Jang Han-sang, avant la phrase ci-dessus, on lit également « A environ 5 li (environ 2km) à l'est (d'Ulleungdo) se trouve une petite île, pas très haute, recouverte de bambou Haejang (海長竹) .» Sur la carte d'Ulleungdo, faite par l'inspecteur Bak Chang-seok (朴昌錫) en 1711, figure une île juste à côté d'Ulleungdo, avec indication « bosquets de bambou Haejang, appelée Usando ». Le bambou Haejang est une espèce particulière qui peut atteindre jusqu'à sept mètres de haut, ce qui signifie que la petite île décrite ici, ne correspond pas aux rochers Liancourt puisque ceux-ci sont stériles n'ayant pas de terre propice à la culture du bambou.

## Rapport de 1677

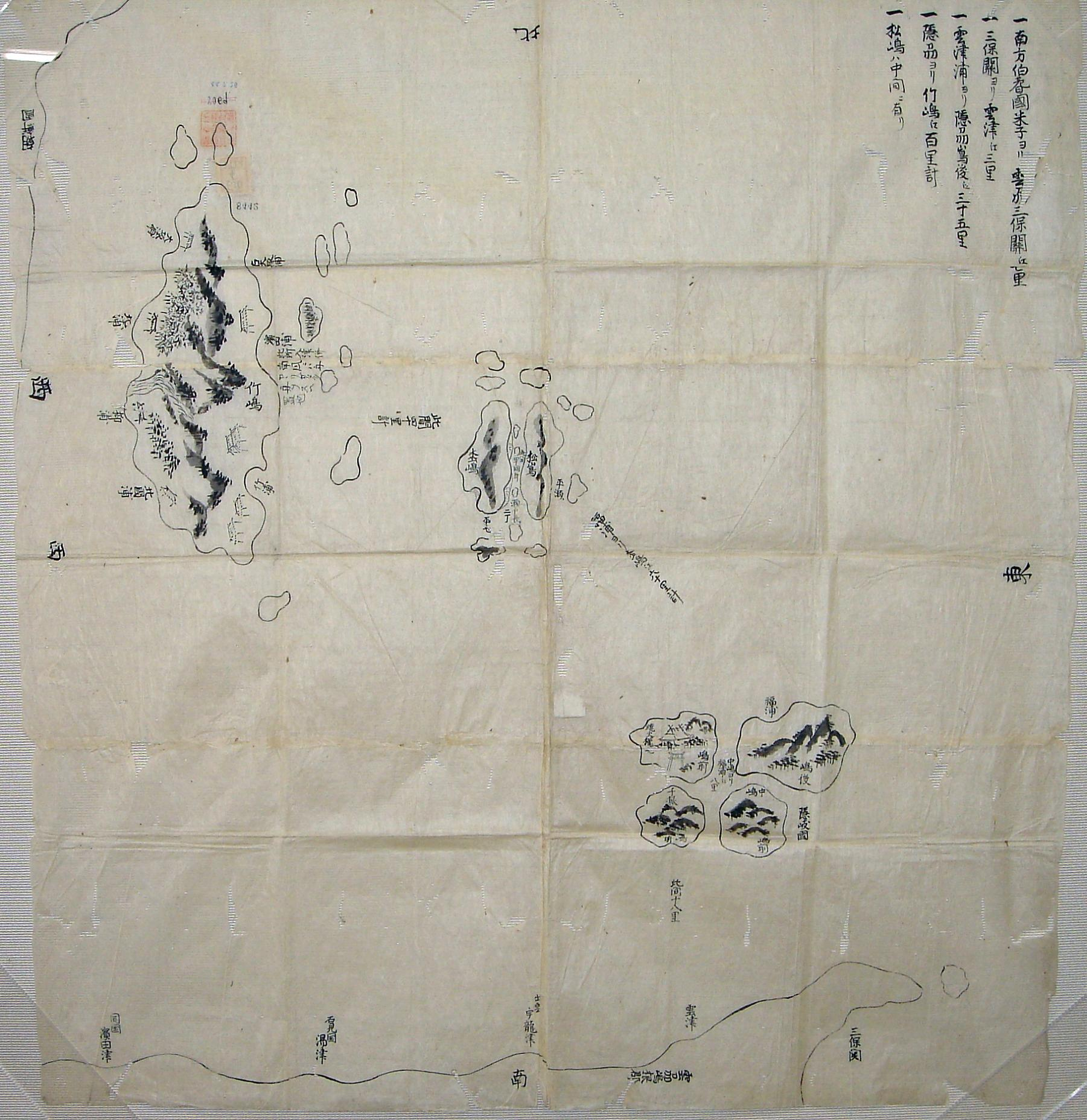
Takeshima-no-zu 竹嶋之図, Ulleungdo (Takeshima (竹嶋)) à gauche, les rochers Liancourt (Matsushima (松嶋))au centre et îles Oki en bas à droite (1724, Japon).

Dans Takeshima Tōkai Yuraiki Bassho Hikae (竹島渡海由来記抜書控), écrit par Ōya Kyuemon, il est indiqué qu'en 1618, le shogunat Tokugawa aurait garanti les droits de pêche aux familles Ōya et Murakawa de Yonago, et qu'en 1661, il a imposé sa gouvernance féodale sur « Takeshima », qui a ensuite été référé à Ulleungdo. Sur la route vers Ulleungdo (Takeshima), les pêcheurs japonais faisaient escale sur les rochers Liancourt (Matsushima). En 1677, un vassal du nom de Saito Hessen compile le Onshu shicho goki (隠州視聴合紀 « Chroniques sur les observations dans la province d'Oki »), un ensemble de récits basés sur ses observations faites sous les ordres du daimyō d'Izumo (Unshū 雲州).
Oki est au milieu de la mer du Nord et s'appelle Okinoshima. En allant plus loin pendant deux jours et une nuit dans la direction nord-ouest, on atteint Matsushima. Il y a également Takeshima à un autre jour de voyage. Ces deux îles sont inhabitées et, regarder la Corée, c'est comme regarder Oki depuis Izumo (Unshū).
Comme ce rapport est compilé à partir du point de vue géographique japonais, les chercheurs japonais soutiennent que Matsushima (l'île la plus proche) désigne les rochers Liancourt et Takeshima (l'île la plus éloignée) se réfère à Ulleungdo. D'autre part, les chercheurs coréens affirment qu'une étude plus attentive révèle que des subventions étaient accordées aux pêcheurs pour leur permettre de voyager à l'étranger, ce qui prouve que la zone de pêche était un territoire étranger. Ces subventions ont entraîné un conflit avec les colons indigènes d'Ulleungdo et ont ensuite été révoquées par le kanpaku (« régent ») du shogunat Tokugawa japonais[source insuffisante] en janvier 1696.

## Enquête sur Ulleungdo de 1695
En 1695, le shogunat demande au clan Tottori (de l'actuelle préfecture de Tottori) si Takeshima (Ulleungdo) et « Matsushima » (rochers Liancourt) font partie des provinces d'Inaba ou de Hōki, où les Ōya et les Murakawa de Yonago résident.
Demande du shogunat :
Depuis quand Takeshima (Ulleungdo) est-elle devenue partie de la province d'Inaba (因 幡) ou de Hōki (伯 耆) ? Était-ce avant ou après l'année où votre ancêtre a reçu les deux provinces (en 1632) ? Y a-t-il des îles autres que Takeshima (Ulleungdo) qui relèvent de la compétence des deux provinces ?
Réponse des Tottori :
Takeshima (Ulleungdo) n'appartient pas à Inaba (因 幡) ou à Hōki (伯 耆). « Aucune autre île n'appartient au domaine, y compris Takeshima (Ulleungdo) et Matsushima (rochers Liancourt) ».

## Document Murakami de 1696
Les sources historiques coréennes affirment que l'administrateur du shogunat Tokugawa aurait réaffirmé en janvier 1696 que Ulleungdo et les rochers Liancourt appartenaient à la Corée, en citant le témoignage d'An Yong-bok,,. Le conflit entre la Corée Joseon et le Japon Tokugawa sur la propriété d'Ulleungdo commence lorsque des pêcheurs coréens affrontent des pêcheurs japonais dans les eaux d'Ulleungdo en 1692. L'année suivante, An Yong-Bok et Park Eo-dun, représentant les pêcheurs coréens, auraient rencontré (ou auraient été enlevés par) des pêcheurs japonais sur les îles Oki en 1693. Profitant de cette occasion, une négociation territoriale a lieu avec un responsable du gouvernement féodal japonais, concluant qu'Ulleungdo et Jasando (자산도, 子山島; forme archaïque du nom de l'île Usan-do 于山島/亐山島) sont des territoires coréens. En conséquence, le bakufu émet des édits interdisant aux pêcheurs japonais de se rendre à Ullengdo. C'est ce qu'on appelle le « premier incident An Yong-bok ».

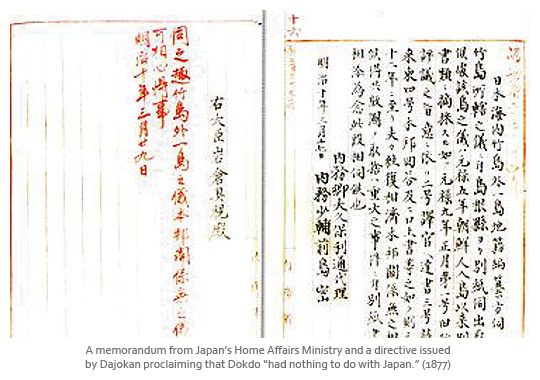
Le document Murakami.

An, après avoir été gracié d'un exil de deux ans pour avoir voyagé dans un pays étranger sans permission, effectue un deuxième voyage au Japon avec un groupe de Coréens de Dongnae et d'autres régions maritimes en 1696 avec des documents et une carte pour reconfirmer la revendication initiale de la première rencontre, dont l'authenticité est remise en question par le gouvernement coréen du fait que le clan de Tsushima ait retardé les ordres d'Edo d'informer le gouvernement coréen de l'interdiction du Japon de se rendre à Ulleungdo. Conscient du châtiment sévère que le gouvernement d'Edo imposerait certainement au daimyō de Tsushima, l'île accélère la décision d'Edo d'annuler l'« autorisation d'entrer à Takeshima (Ulleungdo) » au gouvernement coréen, qu'Edo avait refusé jusqu'à la visite d'An. Bien que le Japon ne mentionne pas Matsushima (rochers Liancourt) sur les documents d'interdiction, aucun Japonais ne peut légalement voyager ni à Takeshima ni à Matsushima jusqu'à la fin de la période du bakufu, selon un chercheur coréen. En réalité, il n'y avait pas d'interdiction pour les pêcheurs japonais de se rendre aux rochers Liancourt. Ce document du deuxième voyage d'An indique qu'Ulleungdo est géographiquement subordonné à la province de Gangwon, administré par Dongnae-bu. Le document indique que la distance entre Takeshima (Ulleungdo) et Matsushima (rochers Liancourt) fait 50 ri, et indique également, dans une copie approximative de la carte de Corée d'An, que les deux îlots appartiennent à la province coréenne de Gangwon. Dans les « Annales du roi Sukjong », la chronique gouvernementale officielle, An déclare que Jasan-do (子 山 島) est ce que les Japonais appellent Matsu-Shima (松 島) à cette époque.

## Décision de la Cour coréenne de 1697 de ne pas tenir compte de la demande de Tsushima d'une lettre officielle pour Edo
En février 1697, le gouvernement coréen décide de rejeter la demande du clan de Tsushima de modifier une lettre antérieure qui mentionnait l'Ulleungdo de Corée et que la visite d'An Yong-Bok au Japon pour une affaire juridique n'avait pas besoin d'une réponse écrite de la Corée puisque la Cour royale n'en avait pas connaissance. Ces faits devaient être transmis officieusement à l'envoyé de Tsushima : « An était un sujet non éclairé qui a été lancé par une tempête. S'il a effectué quelque chose, cela n'est pas connu de la Cour royale de Joseon ».
En mars 1699, le gouvernement coréen envoie un message officiel par écrit qu'An a été puni pour avoir déposé une action en justice contre le gouverneur de Hokishu auprès du gouvernement d'Edo sans l'autorisation du gouvernement coréen.
Bien que le commandement de la défense de la frontière ait exigé la peine capitale, le roi Sukjong commue sa peine en exil après avoir considéré positivement ses fructueuses négociations avec le gouvernement d'Edo qui ont abouti à l'«interdiction à tous les Japonais de voyager en Corée pour la pêche, la récolte et l'exploitation forestière pour l'éternité,, ».

## Carte de 1785 des trois pays voisins
Un érudit japonais de science appliquée, Hayashi Shihei, publie une « Carte des trois pays voisins » (三國接壤地圖), dans son œuvre Sangoku Tsūran Zusetsu en 1785, qui montre chaque pays dans des couleurs distinctes : Joseon (ancien nom de la Corée) en jaune et le Japon en vert. Dans la carte, Ulleungdo et une île au nord-est de cette-dernière sont marquées comme « territoires coréens (朝鮮 ノ 持 ニ) ». Le nom de la plus grande île est notée comme étant 竹 嶋, le nom actuel d'Ulleungdo utilisé au Japon. Selon les chercheurs coréens, les îles situées au nord-est d'Ulleungdo représentent les rochers Liancourt, et cela prouve donc qu'ils appartenaient à la Corée à l'époque. Selon les chercheurs japonais, cette conclusion n'est pas fondée, car, si Juk-do figure au nord-est d'Ulleungdo, les rochers Liancourt ne figure pas sur ce document.

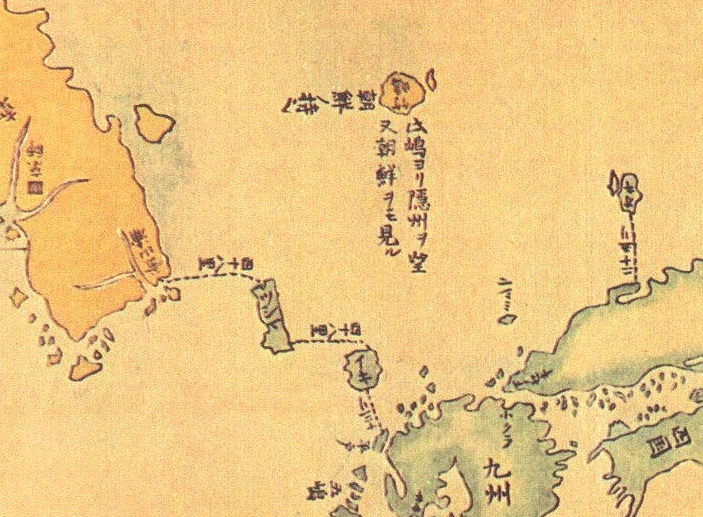
Sangoku Tsûran Zusetsu (partielle)

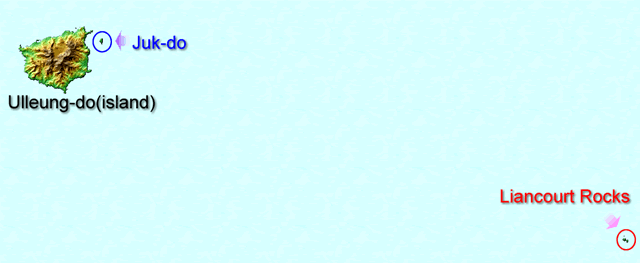
Juk-do, petite île au nord-est de l'île Ulleung.

## Affirmation de 1808 qu'Usan-do, Ulleungdo et Matsushima serait la même île

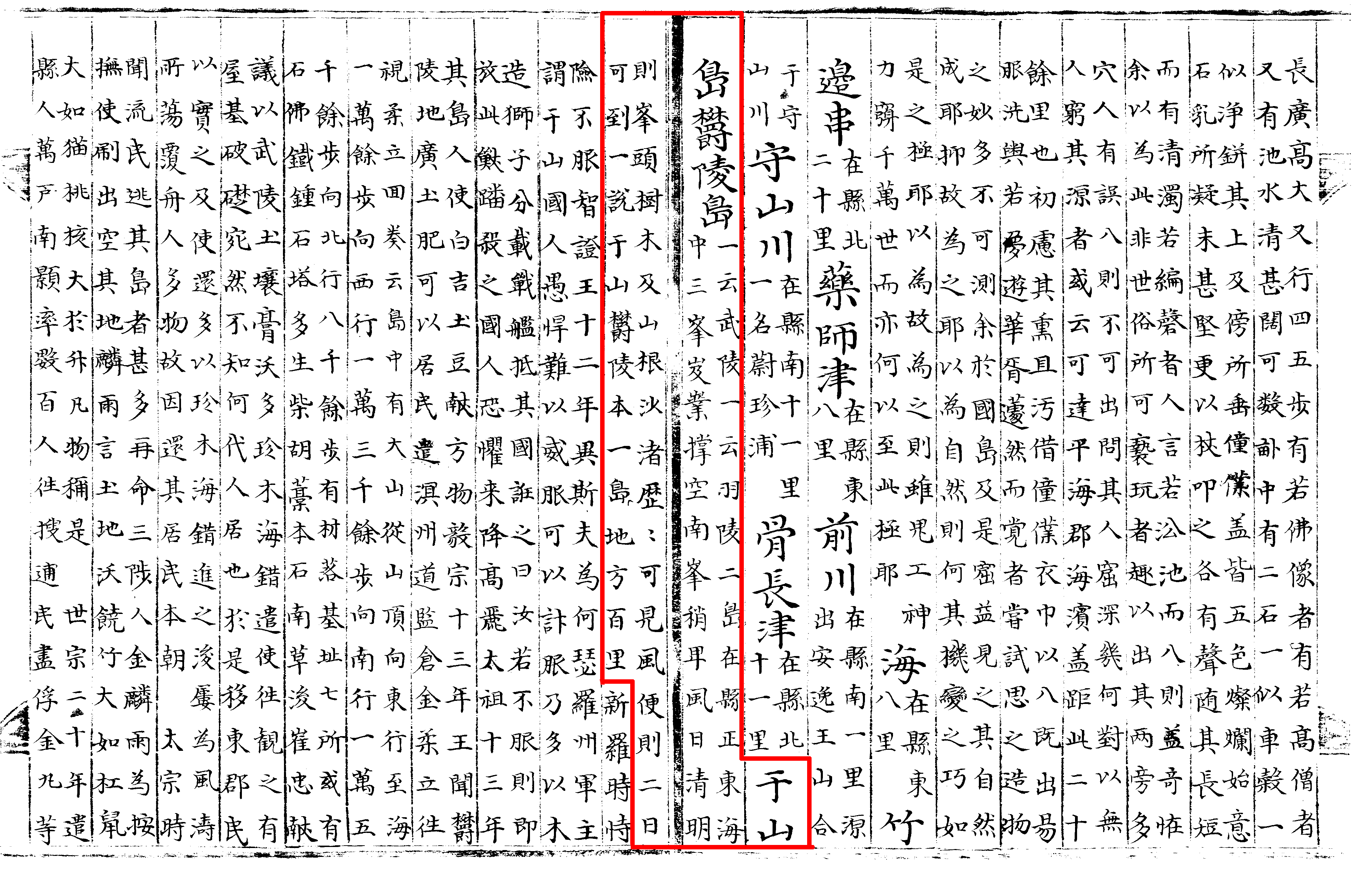
Dongguk yeojiji (1656) affirme qu'« une théorie veut qu'Usan-do et Ulleung-do soient la même île ».

Dans Man'gi yoram (만기요람, « Manuel des affaires de l'État ») de 1808, citant le Yeojiji (« Gazette », 1656), indique qu'Ulleungdo et Usan-do appartiennent tous deux à Usan'guk, et qu'Usan-do est l'équivalent de ce qui les Japonais appellent Matsushima. Cependant, il n'y a pas de description dans le Yeojiji original. Au lieu de cela, il est écrit dans le Dongguk yeojiji qu'« une théorie veut qu'Usan-do et Ulleung-do soient la même île » comme décrit dans le Donggug Yeoji Seunglam (1481),.

## Cartes duXIXesiècle
Usan-do est indiqué sur des cartes réalisées par Chong Sang-gi (1678~1752), ainsi que dans le Haejwa Jeondo (1822), et le Dongguk Jeondo de Kim Tae-gon (1821–1846). Les Japonais pensent qu'il s'agit de Juk-do, notant la distance, la forme, la taille et la direction tandis que les Coréens affirment que ce sont les rochers Liancourt et que Usan-do est un de leurs anciens noms.
En 2011, Usan-do est indiqué dans le Daedong Yeojido de Kim Jeong-ho.

## Le Daijō-kan ordonne en 1877 d'exclure Takeshima (Ulleungdo) et une autre île du cadastre national
Le 20 mars 1877, le conseil suprême japonais Daijō-kan édite un ordre statuant que l'île d'Ulleungdo (alors appelée « Takeshima » (竹島), aujourd'hui appelée Matsushima (松島) par le Japon) et une autre île (外一島) ne sont pas sous juridiction japonaise,. La Corée déclare que l'« autre île » (外 一 島) en plus d'Ulleungdo fait référence aux rochers Liancourt,, et considère cet ordre comme une preuve que les rochers Liancourt étaient sous le contrôle de la Corée. Le gouvernement japonais n'a fait aucun commentaire sur ce point, alors que certains Japonais considèrent que l'« autre île » (外一島) ne désigne pas les rochers Liancourt,.

## Décret impérial coréen N°41 de 1900 séparant l'archipel d'Uldo du comté d'Uljin
Le 25 octobre 1900, la Corée édite le décret impérial No 41 stipulant les actions administratives suivantes :
- L'île d'Ulleungdo, intégrée dans la préfecture d'Uljin[58] depuis le règne du roi Sejong, est renommée Uldo et transformée en district.
- Le bureau du district d'Uldo gouvernera l'ensemble d'Uldo et de ses dépendances, y compris Juk-do et Seok-do.

Le décret est publié dans la gazette officielle no 1716 (관보 제1716호) le 27 octobre et distribué à la communauté internationale, dont l'empire du Japon, à travers les représentations à Séoul,,.
Ce décret stipule qu'Ulleungdo est renommée Uldo et que le gouvernement du district régira l'île d'Ulleungdo, de Juk-do, et de Seokdo,. Le Japon déclare qu'il n'y a pas de preuve que l'« île Seokdo » désigne les rochers Liancourt,, et qu'il n'y a pas d'archives prouvant l'occupation effective par la Corée avant la décision du Cabinet japonais du 28 janvier 1905. La Corée affirme que l'« île Seokdo » mentionnée dans ce document désigne les rochers Liancourt, et donc qu'ils faisaient encore officiellement partie de la Corée depuis 512. La Corée présente la preuve que les Coréens vivant à Ulleungdo désignaient les rochers Liancourt sous le nom de Dokseom (ou Dolseom; littéralement « île rocheuse ») dans la parole et Dokdo (獨島) à l'écrit par transcription phonétique (음독 音讀, umdok; おんよみ 音読み on-yomi), tandis que le nom « Seokdo » (石島) (« île pierre ») dans l'ordonnance est une instance de traduction logographique (훈독, 訓讀, hundok; くんよみ 訓読み kun-yomi),,.
La Corée déclare également que les rochers Liancourt étaient gérés à l'époque par des pêcheurs et des plongeurs saisonniers à la suite du programme de recolonisation d'Ulleungdo du roi Kojong (鬱陵島開拓令) promulgué en décembre 1881. Un rapport à la première personne fait par l'un des premiers colons depuis le début du programme est présenté comme preuve du fait de la recolonisation. Un chercheur sud-coréen affirme avoir découvert des preuves que les pêcheurs coréens pratiquaient effectivement la « chasse à la baleine » aux rochers Liancourt dans les années 1880, ainsi que celle des lions de mer et que les fruits de ces activités étaient exportés vers le Japon en 1904 avant la décision du gouvernement japonais en 1905 d'incorporer les rochers comme terra nullius supposée.
Un autre document officiel coréen, « la Requête auprès du Conseil d’État de Joseon (Uijeongbu) relative au changement de l’île Ulleungdo en île Uldo, ainsi que du changement du titre de gouverneur d’île en chef de canton », présentée en 1900 par Lee Geun-ha (李乾夏), ministre de l'Intérieur, définissait la superficie de la région à gouverner, soit « 80 ri de longueur (environ 32 km) et 50 ri (environ 20 km) en largeur ». L'île Ulleung seule mesure 70 ri (environ 28 km) de longueur et 40 ri (environ 16 km) de largeur, et de ce fait, il est claire que les rochers Liancourt, à environ 90 km d'Ulleungdo, sont en dehors de ce périmètre, et que par conséquent Seokdo ne peut pas désigner les rochers Liancourt.

## Traité nippo-coréen de 1904
Le Protocole Japon-Corée (日韓議定書） signé le 23 février 1904 stipule dans l'article 3 que le Japon garantit l'intégrité territoriale de la Corée. Il stipule en outre dans l'article 4 que, dans le cas où l'intégrité territoriale de la Corée serait menacée par l'agression d'un pays tiers, la Corée fournirait toute l'aide à une action du Japon et que le Japon pourrait occuper, lorsque les circonstances l'exigent, des endroits nécessaires pour des raisons stratégiques.
Certains chercheurs coréens et japonais se base sur la théorie que les rochers Liancourt appartenaient à la Corée, pour argumenter que le Japon prend le fondement sur l'article 4 du traité pour prendre les rochers. Dans ces recherches, l'article 4 du traité est cité comme donnant au Japon une autorisation complète en droit international de prendre les rochers Liancourt comme point de surveillance stratégique durant la guerre russo-japonaise,,. L'article 3 est cité comme empêchant le Japon de s'approprier les rochers Liancourt après le conflit et, par conséquent, l'incorporation de 1905 dans la préfecture de Shimane est illégale après la fin de la guerre avec la Russie,. Bien que la tour de surveillance installée sur les rochers Liancourt ait été démolie, suggérant que la nécessité d'occuper les îlots pour des raisons stratégiques ait disparu, la décision du Cabinet japonais d'incorporer les rochers Liancourt n'a pas été révoquée en raison de la violation du traité. Cela suggère que la menace militaire étrangère d'un pays tiers dans l'article 4 n'était pas le motif principal pour incorporer les rochers Liancourt, et la Corée du Sud affirme que « le Japon a fait preuve de violence et de cupidité lors de la violation de l'acte de constitution ».
Du point de vue japonais, les rochers étaient sans maître avant l'incorporation de 1905 dans la préfecture de Shimane.

## Incorporation japonaise des rochers Liancourt de 1905
Le gouvernement impérial du Japon incorpore les rochers Liancourt à la suite d'une décision du Cabinet au début de l'année 1905. Trois motifs sont communément cités pour cette décision :
- L'occupation civile des îles par un citoyen japonais d'Oki, Nakai Yozaburo (なかい よざぶろう 中井養三郎; 1864–1934),
- Des nécessités pratiques résultant du conflit armé avec la Russie.
- La politique étrangère du Japon concernant la Corée considérée comme une frontière occidentale contre les empires étrangers.

L'incorporation est menée dans le secret aux nations étrangères, dont la Corée, car la décision n'est jamais annoncée par le gouvernement central à la communauté internationale. La réponse coréenne aux rapports de l'avis verbal par un fonctionnaire japonais local est un choc et une incompréhension, et des ordonnances sont émises pour enquêter sur la vérité du rapport. Bien que le résultat de l'enquête reste inconnu aujourd'hui, le résident-général japonais à Séoul ordonne une enquête en 1906 sur l'administration des îles par Ulleungdo, dans l'ancienne désignation antérieure au décret impérial no 40 de la Corée du Sud, par lequel le ministère de l'Intérieur relève des faits compatibles avec le décret impérial no 41 de 1900, par lequel le district d'Uldo administre Uldo proprement dit, Juk-do et Seokdo.
Selon la Commission nationale de toponymie du Conseil national de l’information géographique, les Japonais rebaptisent alors les rochers sous le nom de Takeshima, c'est-à-dire « îles bambou » en japonais. Aucun bambou ne pousse sur ces rochers mais le nom est donné pour la symbolique d'une plante difficile à déraciner une fois qu'elle a conquis un territoire. Pour les japonais, par contre, le Japon a enregistré les rochers Liancourt au nom de Takeshima, basé sur le fait qu’il existait toujours dans ce secteur de la Mer du Japon deux îles nommées Matsushima et Takeshima, dont les appellations étaient confuses depuis l'arrivée des cartes établies par les occidentaux.

### L'entreprise de pêche Nakai (1903–1904)
Le 29 septembre 1904, Nakai Yozaburo (中井養三郎; 1864–1934), originaire de Saigo dans la préfecture de Shimane, ayant débuté une affaire de chasse au lion de mer durant les étés 1903 et 1904, et souhaitant protéger son investissement, présente une pétition demandant à incorporer les rochers Liancourt et à obtenir une licence exclusive de chasse aux lions de mer pour dix ans. La pétition est soumise au ministère de l'Intérieur, au ministère des Affaires étrangères, et au ministère de l'Agriculture et du Commerce. Nakai, pensant alors que les rochers Liancourt sont un territoire coréen, prévoit de demander la location au gouvernement coréen par l'intermédiaire du ministère du Commerce,.
Un agent du ministère de l'Intérieur juge imprudent d'incorporer les rochers Liancourt car ils sont supposés être un territoire coréen, mais la Marine impériale japonaise et le ministère des Affaires étrangères indiquent que l'incorporation serait profitable et qu'il n'y aurait pas de répercussions diplomatiques,,,,.

### Décision de 1905 du Cabinet japonais sur la question des rochers Liancourt
Le point de vue officiel du gouvernement japonais a évolué depuis 1905. Le 28 janvier 1905, le Cabinet prend la décision d'incorporer les rochers Liancourt sur la base qu'il s'agit d'une terra nullius dépendant du droit international,,,, :
« Il n'y a aucune preuve que cette île inhabitée ait jamais été occupée par un pays étranger… Comme en témoignent les documents pertinents d'une personne portant le nom de Nakai Yozaburo (中井養三郞) qui s'est installé sur ladite île en 1903 (Meiji 36) et y pratique depuis la pêche, nous reconnaissons le fait que l'occupation a eu lieu en termes de droit international ».
De 1947 à 1954, la revendication du gouvernement japonais passe de occupation antérieure d'une terra nullius à occupation effective par « exécution de l'intention de l'État d'acquérir un territoire ».
En 1962 au plus tard, le Japon modifie de nouveau sa revendication de « reconfirmation [de 1905] du titre de territoire inhérent/ancien », basée sur le changement d'interprétation du Japon de la décision du Cabinet, tout en évitant soigneusement de citer sa revendication d'incorporation antérieure fondée sur l'occupation antérieure d'une terra nullius.
La Corée affirme également que la revendication du Japon de 1905 en tant que terra nullius est en contradiction avec sa reconnaissance antérieure (c'est-à-dire de l'ordre du Daijō-kan de 1877) des îlots en tant que territoire coréen,,.

### Avis n°40 de la préfecture de Shimane de 1905
Le Japon prétend avoir rendu sa décision du Cabinet du 28 janvier 1905 d'incorporer les îlots dans la préfecture de Shimane par l'avis préfectoral no 40 du 22 février 1905,,. La décision est rapportée dans un journal local, le San-in Shimbun, le 24 février 1905,,.
L'incorporation a lieu en plein guerre russo-japonaise et avant la signature du traité d'Eulsa du 17 novembre 1905 qui transforme la Corée en protectorat japonais. Une tour de guet provisoire est érigée sur les îlots à des fins de surveillance anti-russe, et qui est démolie après la victoire du Japon.

### Notification verbale d'incorporation et réponse coréenne de 1906
Les Japonais affirment que l'incorporation est légitime en ce sens que la Corée ne l'a pas contesté au moment de sa publication. La Corée affirme quant à elle que l'incorporation est invalide car le journal San-in Shimbun, qui a publié la nouvelle le 24 février, n'a pas le statut de gazette officielle étant donné que sa circulation est limitée à la région de la préfecture de Shimane. La Corée déclare que ni la décision du Cabinet japonais, ni l'ordre du ministère de l'Intérieur, ni l'avis de la préfecture de Shimane n'ont été communiqués au gouvernement coréen avant le 28 mars 1906. Beaucoup de Japonais, dont le pêcheur Nakai Yozaburo, et certains fonctionnaires gouvernementaux pensent que les rochers Liancourt appartiennent à la Corée.
À cette date, un groupe de 44 fonctionnaires de la préfecture de Shimane se rend sur l'île d'Ulleungdo. Les officiels japonais, dont fait partie Kanda Yoshitaro, passent par Dokdo et informent Sim Heung-taek, alors magistrat d'Ulleungdo, que les rochers ont été incorporés au Japon.
Selon les historiens coréens, Sim a immédiatement contacté Yi Myeong-nae, alors gouverneur de la province de Gangwon. Yi a ensuite transmis la nouvelle au ministre du Conseil d'État de l'Empire coréen. Le ministre du Conseil d'État Bak Je-sun, dans la directive no 3 publiée le 20 mai 1906, déclare : « Il est totalement sans fondement que Dokdo soit devenu un territoire japonais », et ordonne une « enquête et un rapport sur la situation et sur ce que les Japonais ont fait. ». Le traité d'Eulsa de 1905 retire cependant tous ses droits diplomatiques à la Corée le 17 novembre 1905,. Cinq ans plus tard, la Corée est totalement annexée par le Japon.

### Communication de 1906 entre le résident-général japonais et le gouvernement coréen
Un curieux échange a lieu entre les fonctionnaires japonais et coréens, et dont les détails sont rapportés dans l'édition du 13 juillet du Hwangseong Shinmun. D'après l'article, le résident-général japonais demande quelles îles sont administrées par l'île d'Ulleung. Le ministère coréen de l'Intérieur énumère simplement les mêmes îles que dans le décret de 1900 en précisant Seok-do, que la Corée prétend être les rochers Liancourt. Il précise également les mesures physiques de ce qui est censé être l'île d'Ulleung,,,.
L'enquête japonaise n'est pas à jour avec le décret coréen de 1900 et utilise une désignation inexacte des noms de lieux et des institutions, alors que la Corée reste silencieuse sur la question de la législation sur les rochers Liancourt. Les détails des raisons de l'enquête du résident-général et le jugement du gouvernement coréen la concernant ne sont pas connus,.
Avant l'enquête du résident-général et la réponse du gouvernement coréen rapportée le 13 juillet, les quotidiens Hwangseong Shinmun (9 mai 1906) et Daehan Maeil Sinbo (1er mai 1906) ont rejeté la revendication officielle du gouvernement local japonais d'incorporer les rochers Liancourt : « Leur prétention sur Dokdo en tant que territoire japonais est totalement sans fondement; ces faits sont vraiment choquants ». Bien que le Hwangseong Shinmun ait clairement déclaré que les rumeurs sur l'incorporation japonaise des rochers Liancourt n'avaient pas de fondement deux mois avant la parution de juillet, et bien que l'article rappelle au résident-général, Itō Hirobumi, les termes du décret impérial de 1900 réaffirmant l'autorité de l'État coréen sur les rochers Liancourt, rien ne prouve que le résident-général ou toute autre représentation du Japon impérial ait soulevé d'objection formelle.

## Gouvernement provisoire de la république de Corée en exil en 1920
Dans un discours commémoratif lors du premier anniversaire du soulèvement du 1er Mars 1919, le Premier ministre Yi Dongnyeong accuse le gouvernement japonais d'avoir annexé illégalement les rochers Liancourt en 1905.

## Ère d'après-guerre
Le conflit récent découle en grande partie d'interprétations contradictoires de la renonciation de la souveraineté par le Japon à ses territoires occupés après la Seconde Guerre mondiale, dont les rochers Liancourt.
Le commandement suprême des forces alliées proclame le 29 janvier 1946 l'Instruction no 677 qui cite les rochers Liancourt, ainsi que d'autres îles, parmi les territoires sur lesquels l'administration japonaise devait être suspendue. Dans les cinq premières versions du Traité de San Francisco entre le Japon et les puissances alliées, les rochers Liancourt sont décrits comme faisant partie de la Corée.
Les sixième et septième versions, faites respectivement le 29 décembre 1949 et le 7 août 1950, statuent que les rochers Liancourt appartiennent au Japon.
La version britannique et sa carte associée, reflétant le point de vue des nations du Commonwealth et soumise le 7 avril 1951, exclut les rochers Liancourt de la définition du territoire japonais et les placent dans le territoire coréen :
« La souveraineté japonaise se poursuivra sur toutes les îles, îlots et rochers adjacents situés dans une zone délimitée par une ligne […] s'étendant dans la direction nord-est […] entre les îles d'Oki-Retto au sud-est et Take Shima au nord-ouest ».
Finalement, le Royaume-Uni rejoint la version américaine du traité qui exclut les îles de Quelpart, Port Hamilton et Dagelet du Japon.
La version finale laisse non définie la question de la souveraineté des rochers Liancourt entre le Japon et les pays signataires.
Article 1
(b) Les puissances alliées reconnaissent la pleine souveraineté des Japonais sur le Japon et ses eaux territoriales.
Article 2
(a) Le Japon reconnaît l'indépendance de la Corée, et renonce à tout droit, titre et revendication sur ce pays, dont les îles de Quelpart, Port Hamilton et Dagelet.
La Corée affirme que la souveraineté des rochers Liancourt lui est revenue avec la reddition du Japon et l'application de l'autorité du commandement suprême des forces alliées qui interdit aux Japonais d'entrer à moins de 19 km desdites îles ce qui doit être explicitement révoqué afin d'effectuer une modification. Un tel changement modifiant le statut des rochers Liancourt n'a jamais eu lieu avant que le « commandement suprême des forces alliées ne transfère leur souveraineté... au gouvernement militaire de l'armée des États-Unis en Corée le 29 janvier 1946 ». Ce gouvernement militaire américain en Corée, à son tour, retourne la juridiction des rochers Liancourt au gouvernement de la Corée du Sud à sa proclamation le 15 août 1948. L'annonce du président sud-coréen Syngman Rhee d'une ligne frontalière maritime confirme la souveraineté de la Corée sur les rochers Liancourt.
La reconnaissance par les États-Unis de cette version du traité fait que le Japon peut récupérer sa pleine souveraineté en vertu de l'article premier, à l'exception des îles nommées qui ont été exclues du territoire Japon.

### Premières revendications japonaises des rochers Liancourt et de l'île d'Ulleung
Les deux pays soumettent des pétitions et des documents pour persuader les puissances alliées de prendre leur partie au sujet des rochers Liancourt. Le ministère japonais des Affaires étrangères soumet ainsi une série de documents, publiés de novembre 1946 à juin 1947, intitulés Îles mineures adjacentes au territoire Japon; Parties I-IV, dont Partie IV, Îles mineures du Pacifique, Îles mineures de la mer du Japon qui décrit Utsuryo-shima (Ulleungdo) et Take-shima (Dokdo, rochers Liancourt) en tant que territoire japonais,,,,. Ce document est largement basé sur le travail de Kawakami Kenzo, alors expert des traités pour le ministère japonais des Affaires étrangères, et qui plaide pour la souveraineté japonaise à Dagelet et les rochers Liancourt avec les mots suivants :
- Chapitre II. Îles mineures de la mer du Japon

- Introduction

- « Les rochers Liancourt et Dagelet se trouvent au large du détroit de Tsushima à [quelques] 80 km [sic] de distance ».
- « L'existence de ces îles est connue du Japon depuis les temps anciens ».
- Les noms japonais de ces deux îles ont été ignorés au cours de l'histoire en raison d'une erreur cartographique du médecin allemand Philipp Franz von Siebold.

- I. Les Rochers Liancourt (Take-shima)

- 1. Géographie

- Les Rochers Liancourt sont situés à 138 km des îles Oki de la préfecture de Shimane.

- 2. Histoire

- « Les Japonais connaissent l'existence des rochers Liancourt depuis les temps anciens ».
- « La première preuve écrite se trouve dans Inshu Shicho Goki » de 1667.
- « Bien qu'il existe un nom coréen pour Dagelet, il n'en existe pas pour les rochers Liancourt ».
- « Ils ne sont pas représentés dans les cartes réalisées en Corée ».

- 3. Industrie

- « On présume que personne ne s'est jamais installé sur les îlots ».
- « En 1904, les habitants des îles Oki ont commencé à pratiquer la chasse aux lions de mer sur ces îlots ».
- « Chaque été, les insulaires, utilisant Dagelet comme base, se rendaient régulièrement sur les rochers et y construisaient des hangars provisoires pour la saison de chasse ».

- II. L'île de Dagelet (Matsu-shima, Utsuryo ou Ul-lung)

- 1. Géographie

- « L'île de Dagelet est équidistante du port de Fushan (Busan) en Corée et du port de Sakai dans la préfecture de Tottori du Japon ».
- « La flore de cette île [...] est reconnue pour avoir de nombreuses caractéristiques communes avec celle du Japon ».
- « La culture au Japon du lis de Take-shima ( Lilium hansonii ), une plante endémique de l'île, est mentionnée dans un livre publié en 1710, un fait qui souligne un rapport précoce entre l'île et le Japon ».

- 2. Histoire

- Dans les documents japonais, [...] une référence est faite dès 1004 à l'île d'Uruma, un ancien nom japonais désignant l'île d'Ul-lung."
- « Le gouvernement coréen à partir de 1400 et plus tard met en place depuis longtemps une politique d'île vacante. […] L'île était donc pratiquement abandonnée par le gouvernement coréen ».

Beaucoup de ces revendications, quelle que soit leur vérité historique, et sans examen historique critique, sont soutenues par William Sebald (en), alors conseiller politique des autorités d'occupation américaines du Japon, et qui eut finalement une forte influence sur la position de la section diplomatique du commandement suprême des forces alliées et du département d'État américain concernant l'aspect territorial du traité de paix,.
N'étant ni historien, ni géographe, Kenzō Kawakami continue à travailler sur cette première justification de la revendication japonaise dans un travail intitulé Une étude historique et géographique de Takeshima pour le ministère japonais des Affaires étrangères publié en 1966, et dans lequel il déclare :
- Les Coréens d'Ulleungdo ne peuvent pas voir les rochers Liancourt, en raison de la forte densité forestière d'Ulleungdo.
- Les Coréens ignorent l'existence des rochers Liancourt avant le XXe siècle, étant donné le peu de documents relatifs à leurs sujets.
- Les Coréens n'avaient pas la capacité navale adéquate pour atteindre les rochers Liancourt.

Les soutiens, comme Masao Shimojo, Kunitaka Tanaka et Gerry Bevers, présentent des arguments fondés sur ceux de Kawakami. Des études récentes de nombreux savants coréens et japonais tels que Baek In-ki, Shim Mun-bo, Yu Mirim, Lee Han-Key, Wada Haruki et Jeong Taeman réfutent une grande partie des raisons invoquées de cette revendication.
- La visibilité des rochers Liancourt depuis l'île d'Ulleungdo est attestée dans l'histoire,,,, en théorie,,,, et à partir d'observations.

- Les Coréens possèdent les compétences navales pour atteindre Ulleung-do depuis la Corée continentale au plus tard dès le VIe siècle.

- Les Coréens transmettent ces technologies avancées de navigation et de construction navale aux Japonais dès les premiers temps historiques,,.

### Premières revendications sud-coréennes des rochers Liancourt comme dépendance de l'île d'Ulleungdo
La première revendication coréenne est effectuée par une organisation privée appelée « Association patriotique des hommes âgés » dirigée par un ancien chef militaire du gouvernement provisoire de la république de Corée, Cho Sung Hwan, le 5 août 1948, dix jours avant la proclamation du gouvernement de Corée du Sud,,
Elle réclame la souveraineté sur Docksum (rochers Liancourt), Ullung-do, Tsushima et des îles Parang,. Le siège de l' « Association patriotique des hommes âgés » fait les déclarations suivantes pour étayer la revendication de la Corée sur la souveraineté d'Ulleung-do et des rochers Liancourt :
- Demande d'arrangement territorial entre la Corée et le Japon
- I. Rétrocession [...] de l'île de « Docksum ».

- « Ulneungdo et ses dépendances [...] appartiennent [...] historiquement à la Corée ».
- « Le Japon a prévu d'y pratiquer de la pêche et de l'exploitation forestière en profitant de la politique des îles vacantes ».
- « Par la négociation, [...] le Japon reconnait sa faute et édite une loi en 1693 pour y interdire l'activité des pêcheurs japonais ».
- « Depuis 1881, le Japon a commencé à réinvestir l'île. [...] Lors des négociations à Tokyo [...] avec le plénipotentiaire Suh Sang Woo et [...] le conseiller G. von Mollendorf, le Japon s'est rendu à la Corée ».
- « Le Japon ne néglige jamais le profit tiré de la pêche autour d'Ulneungdo, [...] a prévu d'occuper un site sur cette île [...] et aurait découvert une petite île appelée « Docksum » [...] près d'Ulneungdo, où les baleines se rassemblent ».
- « En 1904, un pêcheur japonais de Tottoriken nommé Nakai Yosaburo effectue une manigance cruelle pour s'emparer de « Docksum » et [...] soumet des pétitions et des revendications au Département hydrographique de la Marine, au ministère de l'Intérieur, au ministère de Affaires étrangères et au ministère de l'Agriculture et du Commerce [...] pour annexer l'île au territoire japonais ».
- La soi-disant Takeshima désigne « Docksum » en coréen.
- « Il s'agit notamment des rochers Liancourt sur la carte mondiale ».
- Ce nom de « rochers Liancourt » est adopté d'après le nom du baleinier français ayant découvert [...] l'île. Par la suite, elle est redécouverte par le navire de guerre russe Paleada en 1854, et par le navire de guerre britannique Hornet en 1855, et le nom du navire français se transmet.
- « Mais il n'a jamais été soupçonné que cette île nommée de divers nom est l'île même d'Ulleungdo ».
- « Il est dit [...] qu'un bureau de district japonais aurait réalisé une telle annexion qu'il aurait imposé au monde ».
- « Une telle île occupée illégalement par le Japon doit être rétrocédée à la Corée ».

L'identification claire des rochers Liancourt en tant que « Docksum » dans la langue vernaculaire coréenne est ignorée par William Sebald, dont le bureau transmet une copie en fac-similé au Département d'État américain. Le document est unique dans la logique de son traitement des rochers Liancourt comme appendice ou dépendance d'Ulleungdo, comme il est évident dans la déclaration : « Cette île est à plusieurs égards l'île même d'Ulleungdo », bien que certains savent que la condition préalable à la théorie de l'unité est une reconnaissance territoriale avant qu'elle ne puisse être appliquée au cas des rochers Liancourt.

### Premier incident de bombardement des États-Unis sur les rochers Liancourt
Le commandement suprême des forces alliées choisit les rochers Liancourt comme cible d'entraînement, et le notifie au gouvernement japonais le 16 septembre 1947 par l'Instruction no 1778. Le 8 juin 1948, vingt-neuf bombardiers B-29 décollent de Kadena à Okinawa et volent jusqu'aux rochers Liancourt pour un exercice de bombardement lors duquel ils jettent 76 bombes qui tuent accidentellement des civils présents sur les îlots et sur des bateaux alentour.
Le gouvernement sud-coréen annonce que 16 civils ont été tués par l'exercice militaire américain, mais certaines estimations annoncent quant à elle un chiffre vingt fois plus élevé, à savoir 320.
Un chercheur estime les dégâts occasionnés entre 30 et 80 bateaux de pêche et les décès de civils entre 30 et 100,.

### Communication confidentielle des États-Unis aux autorités coréennes

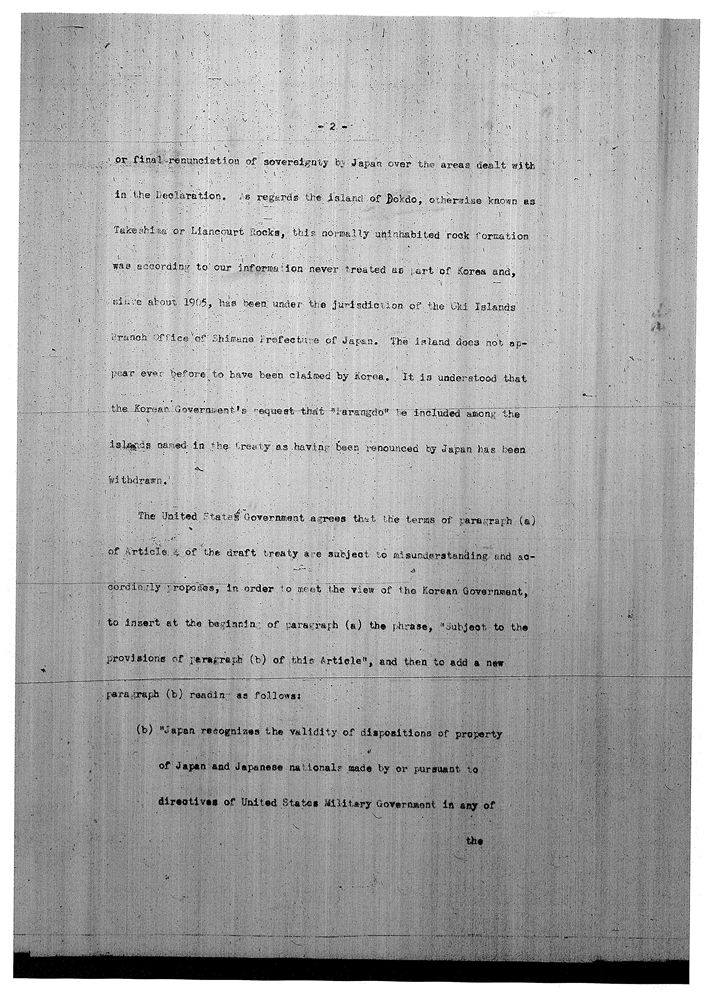
Les documents Rusk.

Le 10 août 1951, une correspondance secrète aujourd'hui connue sous le nom de « documents Rusk » est envoyée à la Corée du Sud pour indiquer la position des États-Unis sur la question des souverainetés territoriales dans le traité de paix et expliquer pourquoi les États-Unis pensent que les rochers Liancourt sont un territoire japonais : « Cette formation rocheuse normalement inhabitée n'a selon nos informations jamais été administrée comme partie de la Corée et, depuis 1905, est sous la juridiction des îles Oki de la préfecture de Shimane au Japon. L'île apparaît n'avoir jamais été réclamée par la Corée ».

### La Corée annonce son intention de reprendre l'administration des rochers Liancourt
Le 18 janvier 1952, la Corée du Sud, pays non-signataire du traité de San Francisco, annonce une déclaration présidentielle de souveraineté sur les mers adjacentes (ligne Syngman Rhee) qui inclut les rochers Liancourt dans le territoire coréen à la place de la ligne MacArthur (en place du 22 juin 1946 à avril 1952) avant l'entrée en vigueur du traité de paix le 28 avril.
Le 18 juillet 1952, la Corée du Sud émet un décret présidentiel ordonnant de saisir tous navires de pêche étrangers entrés illégalement derrière la nouvelle limite territoriale.

### Le ministère japonais des Affaires étrangères reconnaît son intention de regagner les rochers Liancourt après leur désignation comme zone de bombardement
Le 23 mai 1952, lors d'un comité des Affaires étrangères à la chambre des représentants, Ishihara, le vice-ministre des Affaires étrangères informe de l'intention du ministère concernant la désignation des rochers Liancourt comme zone de bombardement pour les forces d'occupation en réponse à une question soulevée par Yamamoto, un membre de la Diète de la circonscription électorale de Shimane : « Pour permettre au Japon de confirmer sa souveraineté territoriale sur l'île ».

### Le second incident de bombardement des États-Unis sur les rochers Liancourt soulève des doutes
Le 15 septembre 1952, une expédition scientifique coréenne à bord du Chinnam-ho et un équipage de 23 pêcheurs à bord du Kwangyong-ho sont attaqués dans les eaux des rochers Liancourt par un avion mono-propulsé portant les couleurs américaines qui disparaît dans la direction du Japon après avoir lâché quatre bombes. La Marine de la république de Corée avait préalablement présenté l'itinéraire de l'expédition au commandant de la marine des Nations unies à Busan (CTG 95.7) le 7 septembre et dont le trajet passait par l'île d'Ulleungdo et les rochers Liancourt les 14 et 15 septembre. L'expédition ayant été approuvée, elle part de Busan le 12 septembre sans avoir eu connaissance du plan de bombardement sur les rochers Liancourt pris par un comité conjoint nippo-américain et prévu pour le 15 septembre.
En réponse à l'incident de bombardement, l'ambassade américaine au Japon transmet un message le 3 octobre 1952 au département d'État américain déclarant que « L'histoire de ces rochers a été revue plus d'une fois par le ministère et n'a pas besoin d'un nouveau changement important maintenant. Les rochers, qui sont des lieux important de reproduction du phoque, étaient à une certaine époque administrés par le Royaume de Corée. Ils étaient, bien sûr, incorporés au reste de la Corée lorsque le Japon a étendu son Empire sur l'ancien État coréen. Il existe une probabilité moyenne que les bombes américaines aient entraîné des pertes humaines, ce qui intensifierait les efforts coréens pour récupérer ces îles, et pourrait malheureusement impliquer les États-Unis dans ce dossier ».
Le département d'État répond à l'ambassade américaine au Japon le 14 novembre 1952 en déclarant « Il apparaît que le Département a pris position que ces rochers appartiennent au Japon et en a informé l'ambassadeur coréen à Washington. […] Il ne semble pas qu'ils aient déjà été revendiqués par la Corée. L'article 2(a) du traité de paix avec le Japon ne fait aucune mention des rochers Liancourt ».
Finalement, le gouvernement américain suit la position tenue dans les documents Rusk, et l’ambassade américaine en Corée transmet un document diplomatique au gouvernement coréen le 4 décembre 1952 qui déclare « L’ambassade a pris note de la déclaration contenue dans le document du ministère selon laquelle l'« île de Dokdo (les rochers Liancourt) […] fait partie du territoire de la république de Corée ». La position du gouvernement des États-Unis sur le statut territorial de cette île est contenue dans les documents du secrétaire-adjoint Rusk du 10 août 1951 ».

### Occupation coréenne
À partir de 1952, la Corée fait appel à la force contre des civils japonais et occupe ces îles dès 1953, avec en point d'orgue l'incident du Dai ichi daihōmaru le 4 février 1953 lorsque la garde côtière de Corée du Sud intercepte deux chalutiers japonais et tue l'un de ses capitaines, Seto Jujiro, au large de l'île coréenne de Jeju-do. 
En 1954, la Corée du Sud prend de manière illégale le contrôle administratif des îles, en y installant un contingent permanent de garde-côtes.

### Rôle des États-Unis dans la revendication du Japon sur les rochers Liancourt
Le 9 décembre 1953, le secrétaire d'État américain, John Foster Dulles, communique à l'ambassade américaine à Tokyo que la « position des États-Unis sur Takeshima est tout simplement celle de l'un des nombreux signataires du traité. Les États-Unis ne sont pas obligés de protéger le Japon des « prétentions » coréennes sur Dokdo, et une telle idée ne peut être considérée comme une revendication légitime pour l'action des États-Unis en vertu du traité de sécurité nippo-américain, ».
En 1954, James Van Fleet, ambassadeur américain en mission spéciale, soumet un rapport secret au président Dwight D. Eisenhower après une série de visites en Corée du Sud, au Japon, à Taïwan, et aux Philippines. Ce rapport de la mission Van Fleet en Extrême-Orient peut se résumer par : « Les États-Unis concluent que [les rochers] resteront sous souveraineté japonaise et que l'île ne fait pas partie de celles devant être évacuées par le Japon selon le traité de paix. […] Bien que les États-Unis considèrent ces îles comme un territoire japonais, nous refusons d'interférer dans le différend ».
Le 27 avril 1960, immédiatement après la démission de Syngman Rhee, l'ambassadeur américain au Japon, Douglas MacArthur II (en), envoie un télégramme à James Graham Parsons (en), secrétaire d'État adjoint pour l'Extrême-Orient et les Affaires du Pacifique. Dans ce message, il déclare que le « régime de Rhee a également conquis par la force et occupé illégalement l'île de Takeshima qui est toujours considérée comme un territoire japonais. C'est un sujet sérieux et très irritant des relations entre le Japon et la république de Corée et il ne peut être réglé sans le retour préalable de l'île au Japon. Par conséquent, nous appelons le nouveau régime de la république de Corée à rétrocéder Takeshima au Japon ». De plus, il ajoute que « alors que nous appelons fortement au retour de Takeshima au Japon, si par hasard le nouveau régime ne voulait pas le faire, nous devrions au moins insister pour qu'il accepte de soumettre la question à la Cour internationale de justice pour arbitrage ».

### Rejet de proposition de règlement devant la Cour de justice internationale
En septembre 1954 et en mars 1962, le Japon propose à la Corée du Sud de porter leur différend territorial devant la cour internationale de justice mais la Corée du Sud refuse la proposition. Le Japon renouvelle la démarche en août 2012 mais la Corée du Sud la refuse de nouveau le 30 août 2012,.

### Sebald prédit une réponse négative du Conseil de sécurité des Nations unies à la proposition japonaise, et préconise l'emploi du dialogue avec la Corée
Le 17 novembre 1954, l'ambassadeur japonais Shigenobu Shima demande à William Sebald, vice-secrétaire d'État aux Affaires d'Extrême-Orient, et à R. B. Finn, fonctionnaire chargé des affaires japonaises au département d'État à Washington, si les États-Unis soutiendraient le Japon au Conseil de sécurité des Nations unies s'il soumettait le différend avec la république de Corée sur les rochers Liancourt.
William Sebald répond : « J'ai personnellement suivi ce dossier pendant une longue période, bien que le Japon soit libre de faire comme il le juge le mieux en présentant son affaire, le Conseil de sécurité voudrait probablement voir si tous les efforts bilatéraux ont été épuisés avant d'entendre l'affaire ». Il ajoute : « Il semble que la république de Corée ne se soumettra pas à l'arbitrage de la Cour internationale de justice sans une action du Conseil de sécurité » et « Il est important que le Japon maintienne sa revendication et ne permette pas une violation de ses droits. […] Une note à la république de Corée ou d'autres déclarations officielles régulières répondraient à ce but ».
Lorsque l'ambassadeur Shigenobu Shima demande si cela constituait une reconnaissance des États-Unis de la validité de la revendication du Japon, Sebald répond : « Les relations américaines avec la république de Corée se sont récemment améliorées » et « Le traité de défense mutuelle américano-sud-coréen est entré en vigueur le 17 novembre. L'accord général a été convenu à Séoul ».
Ainsi, en 2011, le département d'État américain annonce sa neutralité dans cette affaire.

## Traité de normalisation des relations de 1965
Le traité nippo-sud-coréen du 22 juin 1965 reconnait le différend sur les rochers Liancourt. Les conditions du traité relatives aux rochers sont les suivantes :
1. Les deux pays reconnaîtront que l'autre revendique les îlots comme son propre territoire, et aucun des deux pays ne s'opposera aux contre-arguments de l'autre. Il convient de les considérer comme un problème devant être résolu à l'avenir.
2. Si les territoires de pêche sont délimités à l'avenir, les deux pays peuvent utiliser les rochers Liancourt comme leur propre territoire pour marquer leurs frontières. Les endroits où les deux lignes se chevauchent seront considérés comme un territoire commun.
3. Le statu quo par lequel la Corée du Sud occupe les îlots sera maintenu, mais les Coréens n'augmenteront pas leur présence policière, ni ne construiront de nouvelles installations.
4. Les deux pays soutiendront cet accord.

Le journal Joong-ang Ilbo rapporte en 2007 que cette partie du traité est détruite par le président Chun Doo-hwan dans les années 1980,.

## Conflit récent

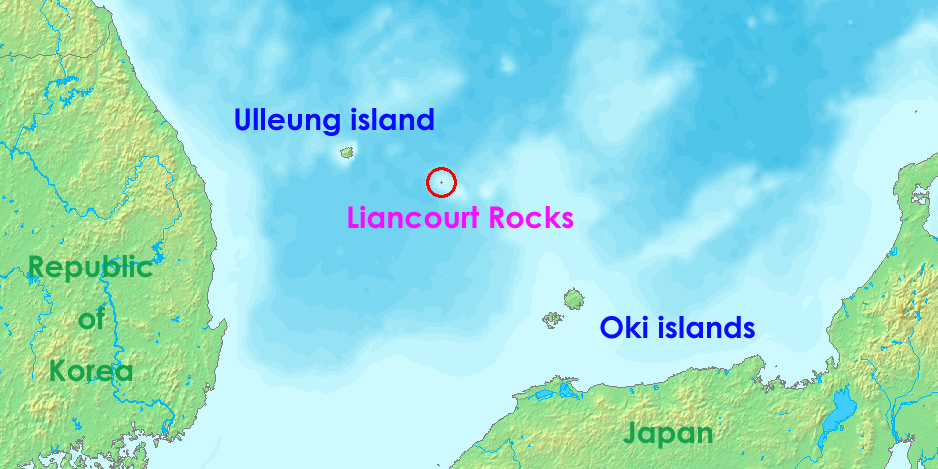
Localisation des rochers Liancourt entre la Corée du Sud et le Japon.

À l'arrivée au pouvoir de Jun'ichiro Koizumi en 2001, les revendications japonaises sur les rochers Liancourt se sont faites plus publiques. En 2005, le Japon a ainsi décidé d'instaurer un jour Takeshima, tandis que les manuels scolaires japonais relaient la position gouvernementale en affirmant la souveraineté japonaise sur les rochers Liancourt.
Le 25 avril 2006, le président sud-coréen Roh Moo-hyun annonce l'organisation d'un dialogue spécial dans les relations nippo-sud-coréennes pour exiger des actions du gouvernement japonais à la suite des excuses du Japon concernant l'occupation coloniale de la Corée. Dans ce dialogue, il déclare que « Dokdo est un territoire coréen, et pas un territoire coréen ordinaire, mais un territoire coréen qui a été sculpté dans un chagrin amer. Dokdo est le premier territoire coréen qui a été spolié quand le Japon a colonisé la Corée. Le Japon a occupé les rochers pour ses actions militaires durant la guerre russo-japonaise ». Et il déclare également que la revendication japonaise de Dokdo est l'expression de la continuité du droit d'occuper une terre après l'invasion impériale, une revendication sur une ancienne colonie. Il déclare que Dokdo est un symbole du rétablissement de la souveraineté coréenne. Cette annonce est une réponse à un plan japonais, annoncé la veille, d'une expédition maritime autour des rochers Liancourt.
Le Japon affirme entreprendre cette expédition dans sa propre zone économique exclusive, qu'il n'y a pas besoin d'obtenir le consentement de la Corée du Sud et que l'annonce de ses intentions est un simple geste de courtoisie. La Corée du Sud menace d'arrêter les bateaux de la garde côtière japonaise s'ils pénètrent dans la zone revendiquée par la Corée. Pour renforcer sa menace, elle expédie 20 canonnières dans la zone pour mener des exercices d'abordage en haute mer. Dans ces circonstances, l'ambassadeur américain à Tokyo, Tom Schieffer (en) déclare que « les États-Unis comprennent que le Japon relève de ses droits en vertu du droit international. Les Coréens se comportent de manière irrationnelle, et les États-Unis sont préoccupés par le fait qu'ils peuvent faire quelque chose de fou et causer un problème majeur. Tout le monde doit reculer, souligne-t-il, pour que la question soit réglée pacifiquement, ». En juillet 2006, le gouvernement sud-coréen expédie un navire de recherche pour collecter des données autour des rochers Liancourt et déclare que la « recherche n'est qu'un acte fondé sur la souveraineté ». Le 5 juillet, le navire de recherche, accompagné d'un navire d'escorte sud-coréen, pénètre dans la zone.
Le 14 juillet 2008, la Corée du Sud rappelle temporairement son ambassadeur au Japon après que le gouvernement japonais a décidé de mentionner le différend sur les îles dans le Commentaire du guide du programme scolaire (en) (学習指導要領解説, Gakushū shidō yōryō kaisetsu) pour les classes d'études sociales au collège. La garde côtière sud-coréenne renforce son système d'alerte en tant que mesure préventive contre toute tentative éventuelle de groupes japonais d'extrême-droite de débarquer sur les îlots. Le 18 juillet 2008, une manifestation a lieu devant l'ambassade japonaise de Séoul,. Le gouvernement sud-coréen considère possible l'envoi de marines pour remplacer le contingent de police (en) sur Dokdo pour empêcher la revendication territoriale du Japon des îlots.
Le Premier ministre sud-coréen Han Seung-soo exprime sa forte insatisfaction envers le ministère japonais de l'Éducation. Le gouvernement sud-coréen est également considéré comme étant en train de construire des infrastructures pour fournir de l'eau potable, établir une base scientifique océanique, déployer des fonctionnaires dans la zone, permettre un libre accès du public aux îlots, et transformer Dokdo en station balnéaire avec des hôtels. La Corée du Sud rejette l'offre japonaise d'organiser une réunion bilatérale en marge du sommet de sécurité régional de l'ASEAN qui se tient chaque année à Singapour. La Corée du Nord ne reconnaît pas également la souveraineté japonaise sur les îles et exprime son soutien au contrôle sud-coréen des îles. Le secrétaire général du Cabinet du Japon craint une escalade des tensions militaires.
En juillet 2008, le Bureau des États-Unis pour le nommage géographique change le nom du pays auquel appartient les rochers Liancourt de la Corée du Sud à une souveraineté non désignée et change également leur nom de « Dokdo » en « rochers Liancourt ». En réponse à ces modifications, Gonzalo R. Gallegos, vice-Porte-parole par intérim du Département d'État américain, déclare le 28 juillet 2008 que les États-Unis ont longtemps maintenu une position politique neutre sur les îlots, et que le dernier changement ne représente aucun changement de politique du gouvernement américain,.
La classification des rochers Liancourt comme souveraineté non désignée par le Bureau des États-Unis pour le nommage géographique est annulée le 30 juillet sur l'ordre du président américain George W. Bush, et de nouveau les rochers Liancourt sont indiqués comme étant sous contrôle sud-coréen,,,,.

### Visite de 2012 du président Lee aux rochers Liancourt

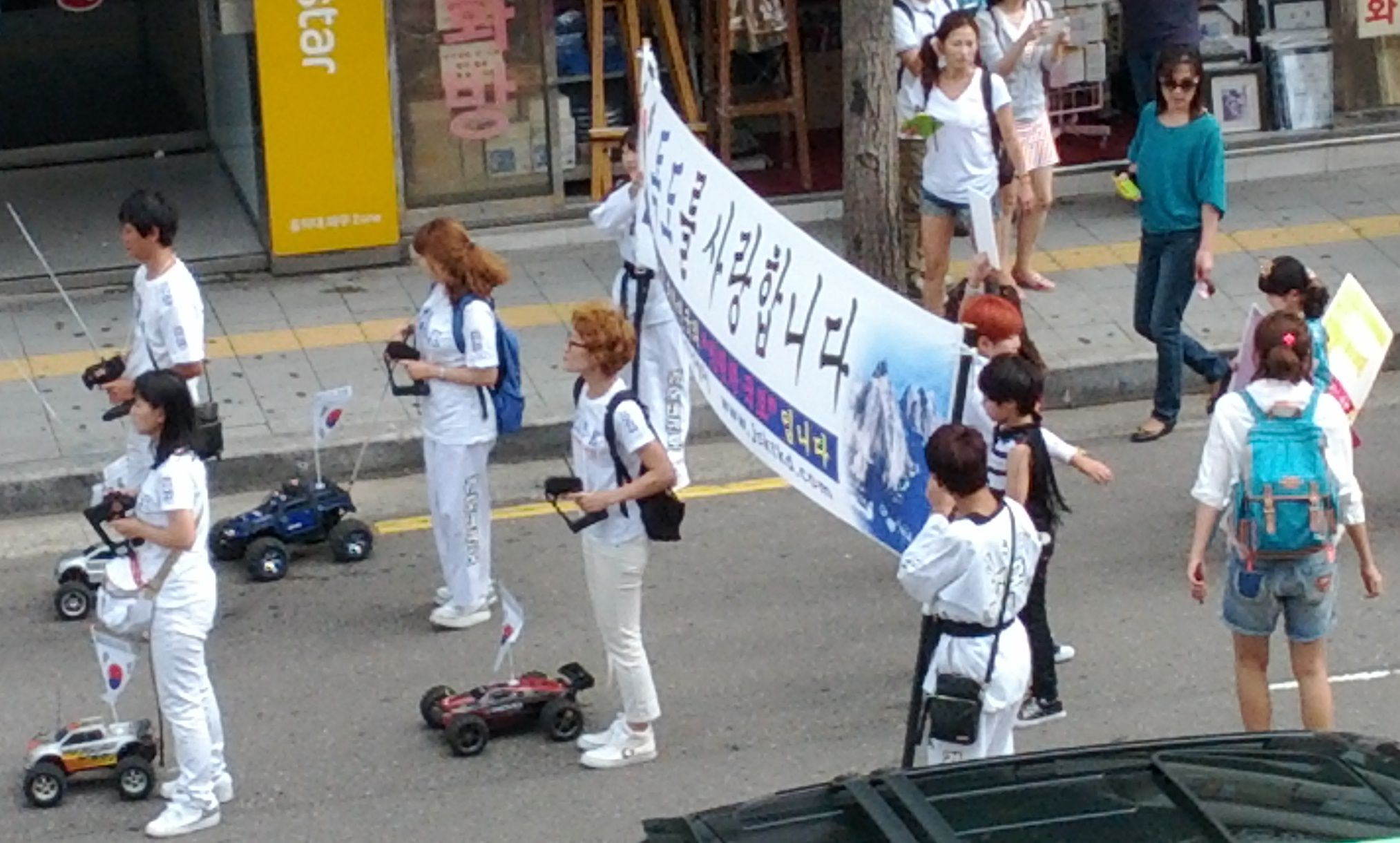
Manifestation à Séoul visant à affirmer la souveraineté coréenne sur Dokdo.

Le 10 août 2012, à cinq jours de l'anniversaire de la capitulation du Japon, le président de la république de Corée, Lee Myung-bak, visite les rochers Liancourt, ce qui en fait le premier président sud-coréen à le faire,. Le Japon rappelle temporairement son ambassadeur en Corée du Sud, Masatoshi Muto, et le ministre des Affaires étrangères Kōichirō Genba convoque l'ambassadeur sud-coréen pour déposer une plainte et menace de porter l'affaire à la Cour internationale de justice, ce que refuse la Corée du Sud. C'est la première fois que le Japon ferait une telle démarche en 47 ans depuis l'établissement officiel des relations nippo-sud-coréennes en 1965. Par la suite, le gouvernement japonais annonce la révision de l'accord d'échange de devises avec la Corée du Sud créé en 2001, et le ministre japonais des finances Jun Azumi annule un déplacement à Séoul.

### Proposition du Japon d'arrangement devant la Cour internationale de justice de 2012
Le 21 août 2012, le Japon propose officiellement à la Corée du Sud que les deux pays portent leur différend devant la Cour internationale de justice. La Corée du Sud rejette de nouveau la proposition, et renvoie la lettre du Premier ministre japonais sans y répondre, s'attirant les foudres du gouvernement japonais dont le porte-parole Osamu Fujimura déclare : « En vertu des usages protocolaires, il est inconcevable que des lettres échangées entre dirigeants soient renvoyées ». Le refus est finalement officialisé par télégramme diplomatique le 30 août. Le gouvernement sud-coréen précise par la suite les raisons de ce refus, arguant notamment que, sur ses différends territoriaux avec la Chine et la Russie, le Japon n'a pas cherché à passer devant la Cour internationale de justice.
En février 2014, après un échange confus entre le secrétaire d'État des États-Unis John Kerry et un journaliste du Seoul Shinmun lors d'une conférence de presse à Séoul, le département d'État des États-Unis rappelle leur neutralité sur la question, et ne pas prendre position sur la souveraineté de ces îles.

## Attitude de la Corée du Nord dans le contentieux sur les rochers Liancourt
Le point de vue juridique de la Corée du Nord sur le différend est quasiment identique à celui du gouvernement sud-coréen. Le 13 octobre 1998, l'agence centrale de presse nord-coréenne résume la position de la république populaire démocratique de Corée en déclarant : « L'îlot fait partie du territoire coréen en raison des principes de la découverte, de la possession et de l'utilisation, qui sont des preuves irréfutables internationalement reconnues de la possession légale d'une île inhabitée et des raisons législatives d'un État à la posséder ». Les sources historiques citées par les auteurs nord-coréens sont habituellement les mêmes que celles sur lesquelles s'appuient les historiens sud-coréens, et la Corée du Nord mentionne à plusieurs reprises les découvertes faites par les chercheurs de la Corée du Sud.
En mettant l'accent sur les arguments historiques, les autorités nord-coréennes soulignent intentionnellement moins le principe de la possession effective d'aujourd'hui (un élément essentiel du point de vue sud-coréen), car cela reconnaîtrait la république de Corée comme une entité étatique légitime. Étant donné que les deux Corées ont chacune tendance à se considérer comme le seul gouvernement légitime de la péninsule coréenne, les autorités nord-coréennes, même si elles n'ont jamais consenti aux revendications territoriales du Japon, ont souvent jugé inutile de s'associer à Séoul contre Tokyo dans le différend. Durant les périodes où la Corée du Nord s'entendait mieux avec le Japon qu'avec la Corée du Sud (comme dans les périodes 1955-1964, 1970-1977 et 1997-1998), la propagande nord-coréenne passait globalement sous silence le problème des rochers Liancourt. Cependant, quand Pyongyang se sent menacé par un rapprochement nippo-sud-coréen (comme de 1965 à 1968) ou cherche à coopérer avec Séoul contre Tokyo (comme en 2000-2001), les médias nord-coréens s'empressent rapidement de rappeler la question dans le but de provoquer des frictions dans les relations entre la Corée du Sud et le Japon.